# Стюарт Литъл 3: Зовът на дивото
"Стюарт Литъл 3: Зовът на дивото" (на английски: Stuart Little 3: Call of the Wild) е американски анимационен филм от 2005 г. и второто продължение на детската комедия „Стюарт Литъл“.

## Синхронен дублаж

### Озвучаващи артисти
| Роля               | Изпълнител       | Български дублаж   |
| ------------------ | ---------------- | ------------------ |
| Стюарт Литъл       | Майкъл Джей Фокс | Александър Воронов |
| Рико               | Уейн Брейди      | Цанко Тасев        |
| Сноубел            | Кевин Шон        | Георги Тодоров     |
| Г-жа Елинор Литъл  | Джина Дейвис     | Татяна Захова      |
| Г-н Фредерик Литъл | Хю Лори          | Христо Узунов      |
| Водачът Бикъл      | Питър Макникъл   | Кристиян Фоков     |
| Монти              | Рино Романо      | Христо Бонин       |

| Обработка                                       | Доли Медия Студио |
| ----------------------------------------------- | ----------------- |
| Тонрежисьор Музикален режисьор Текст на песента | Валерия Крачунова |